# Китай на летних Олимпийских играх 1984
На летних Олимпийских играх 1984 года китайская делегация состояла из 216 человек. Она принимала участие в соревнованиях по 19 видам, выиграла 15 золотых медалей, а всего — 32 медали (став четвёртой в медальном зачёте).
Это было первым участием Китайской Народной Республики в летних Олимпийских Играх после её символичного участия в летних Играх 1952 года в Хельсинки, в которых китайская делегация состояла из одного пловца. С 1956 по 1976 гг. КНР не имела права участвовать в Олимпийских Играх из-за конфликта с именованием делегаций от Китая.

## Медалисты
| Медаль | Фамилия Имя | Вид спорта            | Дисциплина                                    |
| ------ | --- | --------------------- | --------------------------------------------- |
|        | Чжоу Цзихун | Прыжки в воду         | Женщины, вышка                                |
|        | Сюй Хайфэн | Пулевая стрельба      | Мужчины, пистолет                             |
|        | Ли Юйвэй | Пулевая стрельба      | Мужчины, движущаяся мишень «бегущий кабан»    |
|        | У Сяосюань | Пулевая стрельба      | Женщины, малокалиберная винтовка, 3 положения |
|        | Цзэн Гоцян | Тяжёлая атлетика      | Мужчины, 52 кг                                |
|        | У Шудэ | Тяжёлая атлетика      | Мужчины, 56 кг                                |
|        | Чэнь Вэйцян | Тяжёлая атлетика      | Мужчины, 60 кг                                |
|        | Яо Цзинъюань | Тяжёлая атлетика      | Мужчины, 67,5 кг                              |
|        | Луань Цзюйцзе | Фехтование            | Женщины, рапира                               |
|        | Ли Нин | Спортивная гимнастика | Мужчины, вольные упражнения                   |
|        | Ли Нин | Спортивная гимнастика | Мужчины, конь                                 |
|        | Ли Нин | Спортивная гимнастика | Мужчины, кольца                               |
|        | Лоу Юнь | Спортивная гимнастика | Мужчины, опорный прыжок                       |
|        | Ма Яньхун | Спортивная гимнастика | Женщины, брусья                               |
|        | Хоу Юйчжу Цзян Ин Лан Пин Ли Яньцзюнь Лян Янь Су Хуэйцзюань Ян Сяоцзюнь Ян Силань Чжан Жунфан Чжэн Мэйчжу Чжоу Сяолань Чжу Лин                           | Волейбол              | Женщины                                       |
|        | Ли Линцзюань | Стрельба из лука      | Женщины, личное первенство                    |
|        | Тань Ляндэ | Прыжки в воду         | Мужчины, трамплин 3 м                         |
|        | Чжоу Пэйшунь | Тяжёлая атлетика      | Мужчины, 52 кг                                |
|        | Лай Жуньмин | Тяжёлая атлетика      | Мужчины, 56 кг                                |
|        | Тун Фэй | Спортивная гимнастика | Мужчины, перекладина                          |
|        | Ли Нин | Спортивная гимнастика | Мужчины, опорный прыжок                       |
|        | Лоу Юнь | Спортивная гимнастика | Мужчины, вольные упражнения                   |
|        | Лоу Юнь Тун Фэй Ли Нин Сюй Чжицян Ли Сяопин Ли Юэцзю | Спортивная гимнастика | Мужчины, командное первенство                 |
|        | Чжу Цзяньхуа | Лёгкая атлетика       | Мужчины, прыжки в высоту                      |
|        | Ли Кунчжэн | Прыжки в воду         | Мужчины, вышка                                |
|        | Ли Нин | Спортивная гимнастика | Мужчины, абсолютное первенство                |
|        | Хуан Шипин | Пулевая стрельба      | Мужчины, движущаяся мишень «бегущий кабан»    |
|        | Ван Ифу | Пулевая стрельба      | Мужчины, пистолет                             |
|        | У Сяосюань | Пулевая стрельба      | Женщины, пневматическая винтовка              |
|        | Ма Яньхун Чжоу Цюжуй Чжоу Пин Чэнь Юнъянь Хуан Цюнь У Цзяни                                                                                              | Спортивная гимнастика | Женщины, командное первенство                 |
|        | Сун Сяобо Сю Лицзюань Чэнь Юэфан Чжэн Хайся Цю Чэнь Ли Сяоцинь Чжан Хуэй Цун Сюэди Чжан Юэцинь Ба Янь Ван Цзюнь Лю Цин                                   | Баскетбол             | Женщины                                       |
|        | У Синьцзян Чэнь Цзин Чжан Вэйхун Гао Сюминь Ван Линьвэй Лю Липин Чжан Пэйцзюнь Сунь Сюлань Ли Лань Ван Минсин Чэнь Чжэн Го Инцзэ Хэ Цзяньпин Чжу Цзюэфэн | Гандбол               | Женщины                                       |